# 溫子
温子（?—?），又称苏子，春秋时期温国的国君。
前650年，温子叛离周朝投奔狄人，和狄人很难相处，狄人讨伐温国，周襄王不救，温国灭亡，温子逃到卫国。